# Bibio ciliatus
Bibio ciliatus är en tvåvingeart som först beskrevs av Geoffroy 1785.  Bibio ciliatus ingår i släktet Bibio och familjen fjärilsmyggor.
Artens utbredningsområde är Frankrike. Inga underarter finns listade i Catalogue of Life.